# エルンスト・フォン・レボイル・パシュウィツ
エルンスト・フォン・レボイル・パシュウィツ（Ernst von Rebeur-Paschwitz、1861年8月9日、フランクフルト (オーダー) - 1895年10月1日、Merseburg）はドイツの天文学者、地球物理学者、地震学者。1889年に感度の高い自己記録式水平振り子を使用して遠地地震を初めて記録したことで最も有名。地震観測所の国際的なネットワークを作ることを提案し、これは国際地震学協会の設立につながった。

## 生涯
1861年8月9日、フランクフルト/オーダーに生まれる。父が政府の役人として働いていたため頻繁に転校していた。レグニツァのナイトアカデミーに通い、ヴロツワフとフランクフルト/オーダーの高校に通った。のちにライプツィヒで数学と天文学を学んだ。イングランドとアイルランドに行った後ベルリンとジュネーヴで兵役のため1年間の休暇をはさむが勉強を続けた。1883年、論文"On the Movement of Comets in Resisting Average"によりベルリン大学で博士号を取得し天文台の助手となった。
1884年以降健康上の問題を抱えていた。スイス、イタリア、テネリフェ島で治療したが一時的に回復しただけだった。喉と胸の状態により講義をすることが難しく1891年から多かれ少なかれベッドでの生活に制限され、夏の間だけ部屋を出ることができた。
1895年10月1日にメルゼブルクで34歳で結核により死去した。

## 感度の高い水平振り子
1885年、カールスルーエ工科大学の助手として働いていたとき、カール・フリードリッヒ・ツェルナーの振り子に興味を持った。1886年、カールスルーエの天文台で天体の影響による測鉛線の振動を測定することを目的に水平振り子の設置を始めた。しかし、その振り子は水平方向の加速度にも感度が高いように見えた。
地面の運動を印画紙に連続的に記録した最初の人物である。1886年から1895年の間に3つの振り子モデルを開発した。3つの製造業者と協力した（1886年にFecker振り子、1888年にRepsold振り子、1894年にStückrath two-component model）。

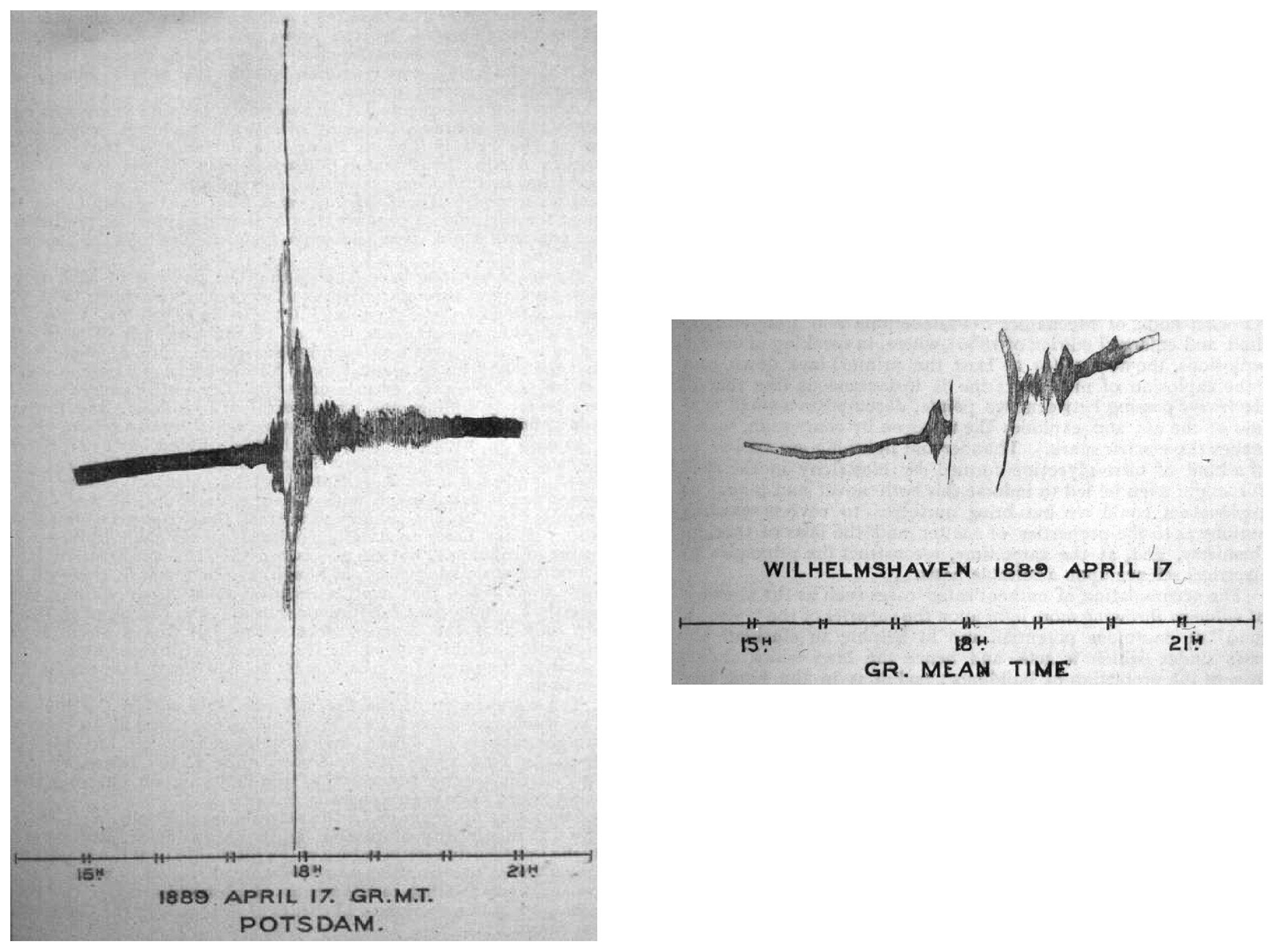
レボイル・パシュウィツによりポツダムとヴィルヘルムスハーフェンで記録された震動記録

振り子の1つをポツダムに2つ目の振り子を北海近くのヴィルヘルムスハーフェンに設置した。振り子は想定される太陰潮汐による地面の水平運動を測定するように設計された。1889年4月17日、日本の東京近くで強い地震が起こったときに両方の計器の垂直軸で非常に強いふれを記録した。この衝撃が東京で記録されてから64分後にポツダムとヴィルヘルムスハーフェンの計器で乱れを観測した。これは地震波が地球内部を通ってその5000マイル以上の距離を1秒間に1マイル以上の平均速度で進んだことを意味している。レボイル・パシュウィツは地球内部を通過した地震の震動を検出した最初の人物となった。局所的な地震の揺れはそれより前に数度記録されていたが、遠く離れた地震の波が記録されたのはこれが初であった。強い地震が遠く離れた場所で記録できるという認識は地震学と地球内部の物理学の分野における現代の到来を後押しした。
この観測は地震学が地域的な科学から世界的な科学へと変化したことを示し、近代的な観測地震学の科学の先駆けとなった。

## 国際地震学協会
地震学の分野における国際協力の必要性を認識し、1895年の国際地理学連合で水平振り子を備えた均質なグローバル地震観測所ネットワークの設置を提案した。結果としてイギリス人のジョン・ミルンはイギリスの植民地で簡単に使用できる水平振り子を備えた観測所のネットワークを確立した。
同年に出版された彼の最後の出版物においてもグローバルな地震観測を収集するために国際的で中央集権的な局を設立することを主張した。
Georg C. K. Gerlandは1895年にロンドンで開催された第6回国際地理会議でレボイル・パシュウィツの考えを発表し、1901年にストラスブールで初の地震学国際会議を組織した。これが地震学における国際協力の始まりであり、2年後の国際地震学協会（1951年より国際地震学及び地球内部物理学協会(IASPEI)）の設立につながった。

## エルンスト・フォン・レボイル・パシュウィツメダル
エルンスト・フォン・レボイル・パシュウィツメダルはドイツ地球物理学会から地球物理学における卓越した科学的成果に対して贈られる賞である。これまでの受賞者には2017年のLev Vinnik（モスクワ）、2015年のRongjiang Wang（ポツダム）、2008年のWinfried Hanka（ポツダム）、2007年のKarl Hinz（ハノーバー）、2004年のWalter Zürn（Schiltach / カールスルーエ）がいる。

## 論文
- Das Horizontalpendel und seine Anwendung zur Beobachtung der absoluten und relativen Richtungs-Aenderungen der Lothlinie: Ergebnisse einiger mit Unterstützung der Königlich Preussischen Akademie der Wissenschaften in den Jahren 1889-1892 auf den Observatorien zu Wilhelmshaven und Potsdam sowie in Puerto Orotava auf Teneriffa ausgeführter Beobachtungsreihen / E. von Rebeur-Paschwitz (ドイツ語)
- Das Horizontalpendel und seine Anwendung zur Beobachtung der absoluten und relativen Richtungs-Aenderungen der Lothlinie : Ergebnisse einiger mit Unterstützung der Königlich Preussischen Akademie der Wissenschaften in den Jahren 1889-1892 auf den Observatorien zu Wilhelmshaven und Potsdam sowie in Puerto Orotava auf Teneriffa ausgeführter Beobachtungsreihen / E. von Rebeur-Paschwitz / Halle : Blochmann , 1892 (ドイツ語)
- Über die Bewegung der Kometen im widerstehenden Mittel, mit besonderer Berücksichtigung der sonnennahen Kometen / Ernst Rebeur-Paschwitz / Berlin : Druck P. Stankiewicz , 1883 (ドイツ語)
- The Earthquake of Tokyo, April 18, 1889. Nature (1889) 40, 1030, 294-295